# Srbské muzeum v Chotěbuzi
Srbské muzeum v Chotěbuzi (dolnolužickosrbsky Serbski Muzej, německy Wendisches Museum) je muzejní instituce nacházející se ve městě Chotěbuz v Braniborsku v Německu. Bylo založeno v roce 1994. Zabývá se dějinami a folklórem Lužických Srbů v Dolní Lužici.